# L’Île-Saint-Denis
L’Île-Saint-Denis ist mit 8682 Einwohnern (Stand 1. Januar 2022) eine der kleinsten Gemeinden im französischen Département Seine-Saint-Denis in der Region Île-de-France. Die Gemeinde entstand Ende des 19. Jahrhunderts aus der Fusion von vier Gemeinden: l’Île Saint-Denis, l’Île du Châtelier, l’Île des Vannes und l’Île du Javeau. Die Gemeinde liegt auf der Seine-Insel Île Saint-Denis in einer Seineschleife etwa zehn Kilometer nördlich des Zentrums der französischen Hauptstadt Paris. In Frankreich teilt nur die Gemeinde Béhuard die Besonderheit, komplett auf einer Flussinsel zu liegen.
Die Einwohner werden Ilo-Dionysiens und Ilo-Dionysiennes oder Ilodionysiens und Ilodionysiennes genannt.

## Politik
Bis 2001 galt L’Île-Saint-Denis als Hochburg der Kommunistischen Partei Frankreichs. 2001 wurde dann der Grüne Michel Bourgain als Maire gewählt. Dieser trat aus gesundheitlichen Gründen im Juni 2016 zurück. Darauf wurde der parteilose Kandidat der Mehrheit, Mohamed Gnabaly, am 7. Juli 2016 zum neuen Bürgermeister gewählt.

## Verkehr
Ein großes Problem der Gemeinde ist die unharmonisierte Urbanisierung. Um die daraus folgenden Verkehrsprobleme zu lösen, wurde die  Linie 1 der Pariser Straßenbahn (T1) im Jahr 2012 ins Zentrum von L’Île-Saint-Denis und darüber hinaus im Westen bis Asnières-sur-Seine verlängert. In unmittelbarer Nähe der dortigen Haltestelle Les Courtilles liegt die Metrostation Asnières – Gennevilliers – Les Courtilles der Pariser Métrolinie 13. Nach Osten führt die Straßenbahnlinie T1 zum SNCF-Bahnhof von Saint-Denis, wo Umsteigemöglichkeiten zum Eisenbahnnetz (RER bestehen, insbesondere zu den Linien D und Transilien, Linie H).